# ماركو نيكوليتش (لاعب كرة قدم مواليد 1989)
ماركو نيكوليتش هو لاعب كرة قدم صربي في مركز الوسط، ولد في 27 أغسطس 1989 في بلغراد في صربيا. لعب مع نادي سميديريفو ‏.

## وصلات خارجية
- ماركو نيكوليتش (لاعب كرة قدم مواليد 1989) على موقع قاعدة بيانات كرة القدم.إي يو (الإنجليزية)
- ماركو نيكوليتش (لاعب كرة قدم مواليد 1989) على موقع Soccerway.com (الإنجليزية)